# Polyrhachis asomaningi
Polyrhachis asomaningi is een mierensoort uit de onderfamilie van de schubmieren (Formicinae). De wetenschappelijke naam van de soort is voor het eerst geldig gepubliceerd in 1973 door Barry Bolton. Deze matzwarte soort komt voor in het tropisch woud in Ghana.